# Tallawong (métro de Sydney)
Tallawong est une station du métro de Sydney en Australie, située dans le quartier de Tallawong à Blacktown en Nouvelle-Galles du Sud, mise en service le 26 mai 2019.

## Situation sur le réseau
La station constitue le terminus nord-ouest de la seule ligne du métro de Sydney, située à l'ouest de Rouse Hill. Elle comprend un quai central entre les deux voies de circulation.

## Histoire
La station est mise en service le 26 mai 2019 en même temps que la première ligne du métro de l'agglomération.